# Mathilde Brundage
Mathilde Brundage (22 de septiembre de 1859-6 de mayo de 1939) fue una actriz estadounidense. Apareció en 87 películas entre 1914 y 1928.
También conocida como Bertha Brundage, nació en Louisville, Kentucky. Durante su vida, Su familia le frustró su deseo de poder actuar en el teatro.
Brundage hizo su debut en The Crucible (1914); la última película que Brundage protagonizó fue en That's My Daddy (1928).
Brundage murió en el Hospital St. Mary en Long Beach, California el 6 de mayo de 1939. Le sobrevivieron sus tres hermanos.

## Filmografía
- A Woman's Resurrection (1915)
- Emmy of Stork's Nest (1915)
- The Beloved Vagabond (1915)
- The River of Romance (1916)
- The Great Problem (1916)
- Enlighten Thy Daughter (1917)
- Bridges Burned (1917)
- The Waiting Soul (1917)
- The Soul of a Magdalen (1917)
- Wife Number Two (1917)
- The Slacker (1917)
- Reputation (1917)
- Raffles, the Amateur Cracksman (1917)
- Wives of Men (1918)
- Suspicion (1918)
- The Silent Woman (1918)
- The Career of Katherine Bush (1919)
- Her Game (1919)
- Dangerous Business (1920)
- The Man Who Lost Himself (1920)
- Hail the Woman (1921)
- My Boy (1921)
- The Rage of Paris (1921)
- The Primitive Lover (1922)
- Shirley of the Circus (1922)
- A Front Page Story (1922)
- Fashion Row (1923)
- Strangers of the Night (1923)
- Refuge (1923)
- Oh, You Tony! (1924)
- One Glorious Night (1924)
- The Charmer (1925)
- Seven Sinners (1925)
- Men of the Night (1926)
- The Midnight Message (1926)
- Racing Romance (1926)
- Silver Comes Through (1927)
- That's My Daddy (1928)